# تعددية علمية
التعددية العلمية هي موقف في فلسفة العلم يرفض مختلف أنواع وحدة العلم المقترحة للطريقة العلمية والموضوع. يرى أنصار التعددية العلمية أن العلم ليس موحدًا بطريقة أو أكثر مما يلي: ميتافيزيقيا موضوعه ، أو نظرية المعرفة أو الابستمولوجية للمعرفة العلمية ، أو طرق ونماذج البحث التي ينبغي استخدامها. يعتقد بعض أتباع التعددية أن التعددية ضرورية بسبب طبيعة العلم. يقول آخرون أنه نظرًا لأن التخصصات العلمية تختلف بالفعل في الممارسة ، فلا يوجد سبب للاعتقاد بأن هذا الاختلاف خاطئ حتى يتم إثبات توحيد معين تجريبيًا . أخيرًا ، يرى البعض أنه يجب السماح بالتعددية لأسباب معيارية ، حتى لو كانت الوحدة ممكنة من الناحية النظرية.

## تاريخ
منذ نشأت فلسفة الوضعية المنطقية من قبل حلقة فيينا في عشرينيات وثلاثينيات القرن الماضي ، افترضت نظريات للعلم الموحد أن جميع الأبحاث العلمية تشترك في إطار عمل مشترك. ويجب في أقوى هذه النظريات اختزال جميع العلوم الخاصة في الفيزياء . لذلك يمكن أن تتبع كل العلوم من الناحية النظرية منهجية واحدة مشتركة ويتم وصفها بلغة مهنية مشتركة ، حتى لو لم يكن هذا هو الحال في الممارسة الحالية بسبب القيود المفروضة على تطوير المعرفة والتكنولوجيا البشرية.  على الرغم من أن النظريات المحددة لحلقة فيينا لم تعد شائعة ، إلا أن هناك مجموعة متنوعة من "وحدة العلم" التي اقترحها الفلاسفة الجدد.  
على الرغم من استمرار المفاهيم التعددية السابقة للعلم أثناء صعود الوضعية ، بدأت المفاهيم الحديثة للتعددية العلمية في الظهور في السبعينيات.  في خطاب ألقاه عام 1978 أمام جمعية فلسفة العلوم ، جادل الأستاذ بجامعة ستانفورد باتريك سوبس ضد ما أسماه "اختزال اللغة ، واختزال الموضوع ، واختزال المنهج" في العلوم.  وقد بنى حديثه استجابة للأفكار الواردة في المجلد الأول من الموسوعة الدولية للعلم الموحد ، والتي نُشرت في عام 1938. وجادل بأنه منذ ذلك الوقت أصبحت مواضيع التخصصات العلمية أكثر تمايزًا ، مع وجود اختلافات أكبر في اللغة والمنهجية ، ولم يُظهر أي تحرك نحو الوحدات التي طرحها مؤلفو حلقة فيينا للموسوعة.  الأعضاء الآخرون في ما أصبح يسمى " مدرسة ستانفورد " التي تدعم التعددية العلمية هم نانسي كارترايت ، وجون دوبري ، وبيتر جاليسون ، وإيان هاكنج .  في العقد الأول من القرن الحادي والعشرين ، ظهرت "مدرسة مينيسوتا" بعد ورشة عمل عام 2002 في مركز فلسفة العلوم بجامعة مينيسوتا ، بما في ذلك ستيفن كيلرت وهيلين لونجينو وسي . كينيث ووترز . انتقد هؤلاء المؤلفون بعض الحجج من التعددية السابقة ، بينما جادلوا أيضًا بأنه يجب قبول التعددية كنهج معياري للعلم.   سعى هؤلاء التعدديون الجدد أيضًا إلى معالجة مجالات خارج تلك المتنازع عليها تقليديًا مع مؤيدي وحدة العلم ، بما في ذلك الاهتمامات بالميتا علم أو ما البحث في العلم نفسه وما وراء الفلسفة . 

## أصناف التعددية

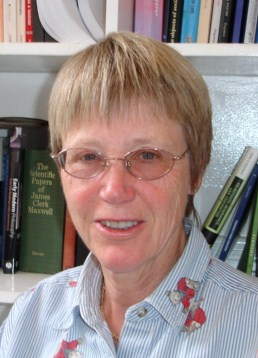
كتبت فيلسوفة مدرسة ستانفورد نانسي كارترايت دعمًا للتعددية العلمية.

تختلف التعددية العلمية فيما يتعلق بجوانب العلم التي يعتقدون أنها غير موحدة. يعتقد أنصار التعددية الذين يؤمنون بالاختلافات الميتافيزيقية داخل موضوع العلم أن وحدة العلم مستحيلة بطبيعتها. وبكلمات الفيلسوفة التعددية نانسي كارترايت ، فإنهم يرفضون "العقيدة الأصولية" القائلة بأن "كل الحقائق يجب أن تنتمي إلى مخطط كبير واحد".  يعتمد التأثير المفترض لهذه الاختلافات على الاختلافات الميتافيزيقية المحددة المقترحة. يقول معارضو الاختزالية ، على سبيل المثال ، أن علوم مثل علم الاجتماع وعلم النفس لا يمكن توحيدها بالكامل مع الفيزياء لأنها تتضمن مستويات مختلفة من الحقائق التي لا يمكن اختزالها إلى بعضها البعض. ومع ذلك ، في هذا النموذج قد تكون هناك وحدة داخل كل تخصص. في المقابل ، يفترض بعض أتباع التعددية أنه قد تكون هناك أنواع متعددة من السببية ، لذلك قد يحتاج تخصص مثل الفيزياء إلى طرق مختلفة لفهم الكيانات ذات السلوكيات الحتمية مقابل تلك التي لديها سلوكيات احتمالية .  
التركيز الآخر للتعددية هو على نظرية المعرفة للعلم. يركز بعض أتباع التعددية على صعوبات ربط المواد من التخصصات العلمية المختلفة. حتى لو تم قبول الميتافيزيقيا الاختزالية نظريًا ، فقد يكون من المستحيل عمليًا شرح ، على سبيل المثال ، السلوكيات الاجتماعية واسعة النطاق بالرجوع إلى سلوك الجسيمات دون الذرية ، بالنظر إلى كمية المعلومات المطلوبة.  لا يستبعد أنصار التعددية الآخرين إمكانية وجود مثل هذا التفسير على المستوى المعرفي ، لكنهم يقولون إنه بالنظر إلى أساليب البحث المتنوعة والنماذج النظرية المستخدمة فعليًا في مختلف التخصصات (وأحيانًا حتى داخل النظام) ، فإن عبء الإثبات يقع على عاتق أنصار وحدة العلم لتقديم دليل تجريبي على الوحدة عبرهم. في غياب هذا الدليل ، يعتقدون أنه من المنطقي للعلماء استخدام الأساليب والنماذج التي تبدو أكثر فاعلية لعملهم ، دون أي اعتبار خاص لنظريات الوحدة.   
يجادل بعض مؤيدي التعددية العلمية بضرورة تبنيها لأسباب اجتماعية وأخلاقية وسياسية. على سبيل المثال ، تقول ساندرا هاردينغ أن نموذجًا موحدًا للعلم يعني دائمًا نموذجًا قائمًا على الثقافة الغربية ، مما يؤدي إلى "تدمير موارد وحقوق الثقافات الأخرى" وفقط "مجتمع عالمي سلطوي بشكل مكثف" يمكن في الواقع فرض وجهة نظر العلم عبر جميع الثقافات.  يتوقع بعض أتباع التعددية أن توفر التعددية المزيد من الفرص للمجموعات المهمشة سابقًا للمشاركة ، والمزيد من الفرص للتعبير عن المعارضة العلمية . 

### أعمال ذكرت في المقال
- Breitenbach، Angela؛ Choi، Yoon (يوليو 2017). "Pluralism and the Unity of Science". The Monist. ج. 100 ع. 3: 391–405. JSTOR:26370802.
- Cartwright، Nancy (1999). The Dappled World: A Study of the Boundaries of Science. Cambridge: Cambridge University Press. ISBN:978-0-521-64411-2.
- Fodor، J. A. (أكتوبر 1974). "Special Sciences (Or: The Disunity of Science as a Working Hypothesis)". Synthese. ج. 28 ع. 2: 97–115. JSTOR:20114958.
- Harding، Sandra (2015). Objectivity and Diversity: Another Logic of Scientific Research. Chicago: The University of Chicago Press. ISBN:978-0-226-24153-1.
- Kellert، Stephen H.؛ Longino، Helen E.؛ Waters، C. Kenneth، المحررون (2006). Scientific Pluralism. Minneapolis: University of Minnesota Press. ISBN:978-0-8166-4763-7.
- Ruphy، Stéphanie (2016). Scientific Pluralism Reconsidered: A New Approach to the (Dis)Unity of Science. Pittsburgh: University of Pittsburgh Press. ISBN:978-0-8229-4458-4.
- . ص. 3–16. {{استشهاد بمنشورات مؤتمر}}: الوسيط |title= غير موجود أو فارغ (مساعدة)